# Леон Дубравський
Леон Максимільян Дубравський OFM (нар. 1 липня 1949, Дубовець) — український римо-католицький єпископ, францисканець; з 2002 до 2025 року єпископ Кам'янець-Подільської дієцезії.

## Життєпис
Леон Дубравський народився 1 липня 1949 року в селі Дубовець Житомирського району Житомирської області, охрещений у храмі святої Софії у Житомирі. Старший син, має ще двох сестер — Ядвігу та Людмилу. У 1978 році поступив до Вищої Духовної семінарії у Ризі. 31 серпня 1982 року таємно вступив до ордену Братів Менших бернардинів. У травні 1983 року висвячений на диякона єпископом Юліансом Ваіводсом у Ризі, а 29 травня 1983 року отримав священичі свячення з рук вже кардинала Юліанса Ваіводса також у Ризі. У 1983—1993 роках служив настоятелем костелу Пресвятої Трійці в Хмільнику Вінницької області. 21 серпня 1986 року склав вічні обіти в ордені. З 1 червня 1993 до 1998 року був настоятелем кустодії святого Архангела Михаїла отців бернардинів в Україні.

## Єпископ
7 квітня 1998 року призначений єпископом-помічником Кам'янець-Подільської дієцезії. 28 червня 1998 року в Кам'янець-Подільському кафедральному соборі святих апостолів Петра і Павла відбулася його єпископська хіротонія. Головним святителем був архієпископ Мар'ян Яворський (співсвятителі — архієпископ Антоніо Франко та єпископ Ян Ольшанський).
4 травня 2002 року призначений єпископом-ординарієм Кам'янець-Подільської дієцезії, а 3 липня 2002 року відбулося урочисте введення до Кам'янець-Подільської катедри. Голова Катехизисної Комісії Єпископату, обирався заступником голови Конференції Єпископату.
1 липня 2025 року Папа Лев XIV прийняв відставку єпископа Леона Дубравського у зв'язку з досягненням канонічного віку і призначив правлячим єпископом Кам'янець-Подільської дієцезії додеперішнього єпископа-помічника Львівської архидієцезії Едварда Каву.

## Нагороди
- Командорський хрест ордена «За заслуги перед Польщею» (29 липня 2015).[3]